# Groupement Cartier
Le groupement Cartier est un corps armé, fondé et organisé par le général René Olry durant la Seconde Guerre mondiale, ayant pour but de défendre le sud-ouest du Rhône face à l'Armée allemande. Il tient son nom du général Georges Cartier, à la tête du "Groupement Savoie-Dauphiné" en juin 1940.

## Organisation du groupement

### Fondation et composition
Le 15 juin 1940, lors la bataille des Alpes, la Wehrmacht atteint Dijon. Le général René Olry organise alors une mobilisation générale au sud-ouest du Rhône et crée une armée de 30 000 hommes : le groupement Cartier. Appuyé par des chars et de l'artillerie, il est constitué d'une vingtaine de bataillons de personnels des dépôts, d'artilleurs rescapés de la Bataille de Dunkerque, de soldats récupérés du front Nord-Est, des subdivisions de Bourg-en-Bresse, Chambéry et Grenoble,.

### Objectifs
Le groupement est chargé de tenir quatre lignes de défense successives le long des principaux cours d'eau de la région : sur le Rhône-Isère, la Drôme, la Durance et le Drac. Il organise ainsi une ligne de résistance de Bellegarde-sur-Valserine dans l'Ain à Valence dans la Drôme, afin d'éviter une prise à revers des six divisions de l'Armée des Alpes faisant face à 22 divisions italiennes.
Au matin du 18 juin 1940, Lyon est déclarée ville ouverte. De ce fait, le commandement allemand se trouve en mesure de lancer un corps blindé, 2 divisions motorisées et une division d'infanterie de montagne contre l'Armée des Alpes afin de la prendre en tenaille. Les ponts de Lyon n'étant plus défendables, les hommes du groupement Cartier se redéploient alors sur une ligne englobant le Haut-Rhône, la cluse de Voreppe et la basse Isère. Une mission d'autant plus importante que les assaillants décident que tous les territoires occupés par l'armée italienne au moment de l'armistice de 1918 seraient annexés à l'Italie.
Alors que l'armistice entre la France et l'Allemagne est déclarée le 17 juin 1940 (l"armistice n'a pas été déclaré le 17 juin mais demandé) par le maréchal Philippe Pétain, les combats perdurent jusqu'à son entrée en application, soit au moment de la signature de l'armistice du 24 juin 1940 entre la France et l'Italie. Le cessez-le-feu entre en vigueur six heures après, soit le 25 juin 1940 à 0 h 35 .

## Actions
Le 20 juin 1940, à 19 h 5, le groupement Cartier détruit à l'explosif 2 ponts sur le Rhône, entre les communes de Saint-Didier-d'Aoste et Brégnier-Cordon : le viaduc ferroviaire de la ligne de Pressins à Virieu-le-Grand, ainsi que le pont routier de Cordon. Le premier ne sera jamais reconstruit, faute de trafic suffisant, le second sera rétabli en 1951.